# نووپتروفکا (شهرستان کارماسکالینسکی، باشقیرستان)
نووپتروفکا (انگلیسی: Novopetrovka, Karmaskalinsky District, Republic of Bashkortostan) یک شهرک در شهرستان کارماسکالینسکی استان باشقیرستان کشور روسیه است.